# Rio Rímac
O rio Rímac é um rio no Peru. Desagua no oceano Pacífico após passar pelas cidades de Lima e Callao. Tem um comprimento de 160 km.